# Schönes-Wochenende-Ticket

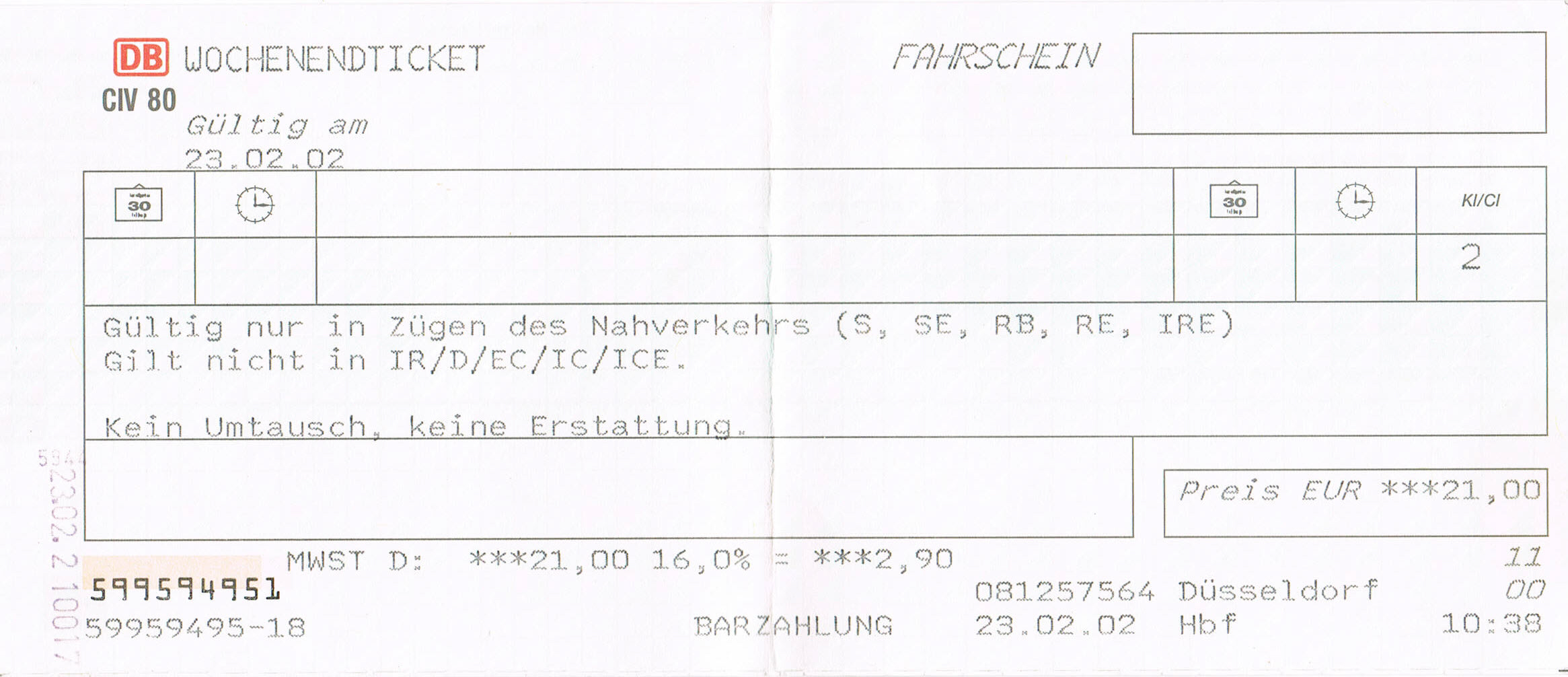
Ein Schönes-Wochenende-Ticket zum Preis von 21 Euro (2002)

Das Schönes-Wochenende-Ticket – abgekürzt SWT, umgangssprachlich auch Wochenendticket (WET) oder zeitweise 15-Mark-Ticket beziehungsweise 30-Mark-Ticket genannt – war eine von 1995 bis 2019 angebotene Fahrkarte im Preissystem der Deutschen Bahn (DB AG).
Der Verkauf wurde am 8. Juni 2019 eingestellt. Bereits zuvor verkaufte Tickets konnten noch bis zum 29. Dezember 2019 genutzt werden. Die Deutsche Bahn begründete die Abschaffung mit rückläufigen Verkaufszahlen sowie der Vereinfachung der Tarifstruktur. Als Alternative verweist das Unternehmen auf das seit 2009 parallel angebotene und auch an Wochentagen gültige Quer-durchs-Land-Ticket, was jedoch von Fahrgastverbänden kritisiert wird, da dieses im Gegensatz zum Schönes-Wochenende-Ticket nicht die Nutzung weiterer Verbundverkehrsmittel ermöglicht.

## Angebotsbedingungen

### Zeitliche Gültigkeit
Mit dem Schönes-Wochenende-Ticket konnten anfangs während des gesamten Wochenendes, später an einem Samstag oder einem Sonntag, nicht jedoch an einem Feiertag, der auf einen Wochentag fiel, bundesweit alle Regionalzüge der Deutschen Bahn sowie die Verkehrsmittel zahlreicher Verkehrsverbünde in beliebigem Umfang genutzt werden. Es galt ab April 1999 jeweils 27 Stunden, entweder von Samstag 0:00 Uhr bis Sonntag 3:00 Uhr oder von Sonntag 0:00 Uhr bis Montag 3:00 Uhr.

### Inland
Das Schönes-Wochenende-Ticket war in den Zuggattungen Interregio-Express (IRE), Regional-Express (RE), Regionalbahn (RB) und S-Bahn (S) gültig, wovon die Regionalbahnen auf der touristisch geprägten Oberweißbacher Bergbahn, wo ein spezieller Sondertarif gilt, ausgenommen waren. Ebenso galt es nicht auf der Wangerooger Inselbahn und dem Abschnitt Norddeich–Norddeich Mole der Emslandstrecke – auf letzteren beiden Strecken gilt der sogenannte SEE-Tarif – sowie im Verkehr zu den Bahnhöfen Jestetten und Lottstetten an der Bahnstrecke Eglisau–Neuhausen. Diese Orte sind auf dem Schienenweg nur über Schweizer Staatsgebiet zu erreichen und werden von den Schweizerischen Bundesbahnen (SBB) im Korridorverkehr bedient. Es gilt hier ausschließlich der SBB-Tarif. Gleiches galt für den im Dezember 2010 aufgelassenen Bahnhof Altenburg-Rheinau.
Darüber hinaus wurde das Schönes-Wochenende-Ticket auch bei fast allen Nichtbundeseigenen Eisenbahnen (NE) anerkannt, ebenso bei den meisten Bahnbus-Nachfolgegesellschaften.
In zahlreichen Tarif- und Verkehrsverbünden war das Schönes-Wochenende-Ticket auch in allen anderen öffentlichen Personennahverkehrsmitteln sowie im Stadtverkehr gültig, das heißt in U-Bahnen, Straßenbahnen, Oberleitungsbussen und Omnibussen. In Verbünden ohne derartige Anerkennungsregelung galt es hingegen nur in den oben aufgeführten Regionalzügen.
Das Schönes-Wochenende-Ticket galt nicht in Zügen des Schienenpersonenfernverkehrs und wurde nur für die zweite Wagenklasse ausgegeben. Ein Übergang in Fernzüge oder die Benutzung der ersten Klasse war, auch gegen Zahlung eines Aufpreises, nicht möglich. Für Fahrten innerhalb eines Bundeslands, teilweise auch in mehreren zusammenhängenden, beispielsweise Sachsen, Sachsen-Anhalt und Thüringen, Hamburg und Schleswig-Holstein, Berlin und Brandenburg sowie Rheinland-Pfalz und das Saarland, konnten die Fahrgäste alternativ die sogenannten Ländertickets erwerben. Sie waren etwas günstiger als das Schönes-Wochenende-Ticket und galten ebenfalls an allen Wochentagen.
Das Schönes-Wochenende-Ticket kostete beim Kauf an Fahrkartenautomaten, im Internet und in DB Service Stores zuletzt 44 Euro, zuzüglich je sechs Euro für jeden weiteren Mitreisenden, im Reisezentrum sowie in Reisebüros mit DB-Lizenz fiel eine Servicegebühr von zwei Euro für das Schönes-Wochenende-Ticket an, unabhängig von der Reisendenzahl. Das Ticket konnte auch telefonisch über die Servicehotline der Deutschen Bahn bestellt werden, hier kam eine Versandpauschale von 3,50 Euro hinzu. Das Schönes-Wochenende-Ticket war ebenso an Fahrkartenverkaufsstellen sowie an stationären und mobilen Fahrscheinautomaten der privaten Eisenbahnen, welche Mitglied im Tarifverband der Bundeseigenen und Nichtbundeseigenen Eisenbahnen in Deutschland (TBNE) waren, erhältlich. Innerhalb von Verkehrsverbünden und Tarifgemeinschaften war das Schönes-Wochenende-Ticket ebenso bei anerkennenden Verkehrsunternehmen unabhängig von der TBNE-Mitgliedschaft erhältlich.
Das Schönes-Wochenende-Ticket war für die gewählte Personenzahl gültig, das heißt für eine bis fünf Personen. Es war eine persönliche, nicht übertragbare Fahrkarte und war nur gültig, sofern die Vor- und Nachnamen aller Reisenden in der vorgesehenen Spalte auf der Fahrkarte eingetragen waren und es bei der Fahrkartenkontrolle in Verbindung mit gültigen, amtlichen Lichtbildausweisen wie Personalausweis oder Reisepass vorgezeigt werden konnte. Beim Kauf des Schönes-Wochenende-Ticket als Online-Ticket oder über die DB-App mussten die Namen aller Reisenden bei der Buchung angegeben werden.

### Fahrräder
Für jedes mitgenommene Fahrrad musste zusätzlich zum Schönes-Wochenende-Ticket eine Fahrradtageskarte Nahverkehr gelöst werden, die zuletzt 5,50 Euro kostete. Ausgenommen hiervon waren bestimmte Regionen oder Strecken, auf welchen die Fahrradmitnahme aufgrund örtlicher Sonderregelungen kostenfrei möglich war. Die Fahrradtageskarte galt nur in den Regionalzügen. Bei Mitnahme in anderen Verkehrsmitteln – in welchen das Schönes-Wochenende-Ticket gilt, aber keine kostenfreie Fahrradmitnahme angeboten wird – mussten gesonderte Fahrradkarten gelöst werden. Zu beachten war jedoch, dass in den Bundesländern Rheinland-Pfalz, Saarland, Hessen, Sachsen-Anhalt und Thüringen die Fahrradmitnahme an Samstagen und Sonntagen ganztägig sowie auch von Montag bis Freitag ab 9:00 Uhr kostenlos war.

### Hunde
Für die Mitnahme von Hunden galt eine Anrechnungsregelung auf die Teilnehmerzahl. Nur im Rahmen des NRW-Tarifs sowie im Rhein-Main-Verkehrsverbund und im Nordhessischen Verkehrsverbund konnten sie kostenlos mitgenommen werden.

### Ausland
Auf bestimmten Strecken galt das Schönes-Wochenende-Ticket im Rahmen örtlicher Sonderregelungen auch über die deutsche Grenze hinaus:
- zu allen Bahnhöfen an der Außerfernbahn in Österreich, jedoch nicht im Binnenverkehr auf dem österreichischen Abschnitt der Außerfernbahn
- nach Basel Badischer Bahnhof, Riehen, Trasadingen, Wilchingen-Hallau, Neunkirch, Beringen, Neuhausen am Rheinfall, Schaffhausen und Thayngen in der Schweiz
- nach Enschede, Venlo, Winterswijk (Buslinie R 71) und Nijmegen (Buslinie SB 58) in den Niederlanden
- nach Tønder in Dänemark
- nach Szczecin, Kostrzyn nad Odrą, Słubice, Zasieki und Zgorzelec in Polen; in Stettin konnten auch die Straßenbahnen und Busse der Stettiner Verkehrsbetriebe (ZDiTM Szczecin) benutzt werden
- in den Zügen der Vogtlandbahn/Die Länderbahn nach Cheb sowie Varnsdorf und Rybniště in Tschechien

Von Frühling 2000 bis Ende 2003 galt das Schönes-Wochenende-Ticket auch auf rund 50 grenznahen Strecken der Tschechischen Staatsbahnen. Es wurde dabei in den Zuggattungen Rychlík (R, entspricht dem deutschen Schnellzug), Spěšný vlak (Sp, entspricht dem Eilzug bzw. Regional-Express) und Osobní vlak (Os, entspricht dem Nahverkehrszug bzw. den S- und Regionalbahnen) anerkannt. Als Ersatz wurden das Bayern-Böhmen-Ticket und das Sachsen-Böhmen-Ticket eingeführt, welches seither im damaligen Gültigkeitsbereich des Schönes-Wochenende-Tickets in Tschechien verwendet werden kann.

## Zeitliche Entwicklung

### Geschichte
Das Angebot wurde ab dem 1. Februar 1995 verkauft, erster Geltungstag war Samstag, der 4. Februar 1995. Jedes Schönes-Wochenende-Ticket berechtigte fünf Personen zum Preis von 15 DM zwischen Samstag 0:00 Uhr und Sonntag 24:00 Uhr 48 Stunden zu beliebig vielen Fahrten in den Zuggattungen S-Bahn (S), Regionalbahn (RB) und Regional-Express (RE). Kinder zwischen vier und elf Jahren galten als halbe Personen.
Kurzzeitig geltende Gruppentarife, mit denen bis zu 50 Personen für 120 DM und bis zu 100 Personen für 160 DM reisten, entfielen zum 18. März 1995.
Das Schönes-Wochenende-Ticket wurde eingeführt, um die zuvor oft geringe Auslastung im Nahverkehr am Wochenende zu verbessern. Dies war – kurz nach der Bahnreform von 1994 – neben dem Guten-Abend-Ticket einer der ersten Versuche der damals neu gegründeten Deutschen Bahn AG, die Auslastung ihrer Züge nach marktwirtschaftlichen Gesichtspunkten zu optimieren. Die attraktiven Bedingungen des neuen Sonderangebots führten jedoch schon bald nach dessen Einführung zu teilweise massiv überfüllten Zügen. Insbesondere langlaufende Züge, darunter besonders die sogenannten Heckeneilzüge wie beispielsweise der Kleber-Express oder die Direktverbindung Frankfurt am Main–Stuttgart über die Odenwaldbahn waren davon betroffen.
Das Angebot wurde bis Mai 1995 mehr als eine Million Mal verkauft; 40 Prozent der Nutzer waren Neukunden. Durch eine Verstärkung einiger Wochenend-Züge auf das Niveau der Werktage wurden rund 195.000 zusätzliche Sitzplätze geschaffen.
Anfang 1997 wurden nach Angaben der Deutschen Bahn wöchentlich etwa 90.000 Schönes-Wochenende-Tickets verkauft, in Spitzenzeiten weit mehr als 100.000. 1997 wurden allein in Bayern 1,4 Millionen abgesetzt, 2000 waren es bundesweit 6,8 Millionen.
Zweck des Angebots war es ursprünglich, den Fahrgästen – darunter insbesondere Familien und Ausflüglern – an den Wochenenden Kurzreisen zu günstigen Konditionen zu ermöglichen. Tatsächlich nutzten aber unerwartet viele Fahrgäste das neue Ticket auch für Fernreisen durch ganz Deutschland. Die Konditionen des Angebots wurden deshalb im Laufe der Jahre mehrfach verändert. Parallel dazu wurde versucht, die in den Anfangsjahren übergroße Nachfrage durch fortlaufende Preiserhöhungen einzudämmen, nicht zuletzt um Kannibalisierungseffekte gegenüber dem regulären Kilometertarif zu verhindern. Ferner wurden für bestimmte Vertriebswege Zuschläge eingeführt.
Um die Probleme in den Griff zu bekommen, war im Herbst 1997 geplant, die Geltungsdauer des Tickets auf einen Tag zu verkürzen. Parallel dazu wurden im Oktober 1997 Planungen bekannt, das Ticket ab Anfang 1998 auf Familien, allein reisende Ehepaare beziehungsweise Erziehungsberechtigte mit unbegrenzter Zahl eigener Kinder zu beschränken. Diese Konditionen seien ursprünglich bereits von Beginn an vorgesehen gewesen. Darüber hinaus sollte der Schwarzhandel mit den Fahrkarten eingedämmt werden. Ferner hätten die Nutzungszahlen mit 120.000 bis 130.000 Fahrgästen je Wochenende zu Problemen geführt.
2001 wurde erstmals die völlige Abschaffung des Tickets diskutiert. Entsprechende Überlegungen der Deutschen Bahn sahen vor, ab 1. Januar 2002 stattdessen die Gültigkeit der ursprünglich nur unter der Woche geltenden Ländertickets auf Samstag und Sonntag auszudehnen. Alternativ plante das Unternehmen aufgrund der Überfüllung vieler Züge, den Preis im Zuge der Euro-Umstellung auf 28 Euro anzuheben. Die Bundesländer weigerten sich jedoch, die entsprechende Tarifänderung zu genehmigen. Anfang 2002 wurde die Fortführung des Angebotes bekannt gegeben. Im Jahr 2001 war das Ticket fast sieben Millionen Mal verkauft worden.

### Strukturelle Änderungen
- Zum Fahrplanwechsel am 28. Mai 1995 wurde die Gültigkeit erstmals auf einige Verkehrsverbünde ausgedehnt.[23] Dies diente auch als Begründung für die damit verbundene Preiserhöhung auf 30 DM.
- Zum 1. April 1998 wurden die Konditionen des Angebots wesentlich verändert. Statt fünf Personen beliebigen Alters galt das Ticket fortan nur noch für zwei Erwachsene mit beliebig vielen eigenen Kindern (bis 17 Jahren) oder aber für bis zu fünf alleinreisende Jugendliche bis einschließlich 17 Jahren.[24]
- Nach massiven Protesten von Kunden und Fahrgastverbänden wurde die Regelung hinsichtlich der beschränkten Personenzahl zum 1. April 1999 wieder zurückgenommen. Das Schönes-Wochenende-Ticket galt nun wieder für fünf Personen beliebigen Alters. Eltern durften jedoch auch weiterhin eine beliebige Zahl von eigenen Kindern oder Enkelkindern mitnehmen. Im Gegenzug reduzierte die Deutsche Bahn die Gültigkeitsdauer von 48 auf 27 Stunden. Wichtigster Grund für die Beschränkung war laut Aussage der Deutschen Bahn der zunehmende Missbrauch durch den Weiterverkauf der Tickets auf den Bahnhöfen sowie die hohe Auslastung der Züge.[25]
- Seit dem 1. Januar 2001 wurde beim Kauf von Fahrkarten in Zügen der Deutschen Bahn AG generell ein Zuschlag erhoben, der sogenannte „Bordpreis“. Für das Schönes-Wochenende-Ticket betrug dieser fortan 6 DM, wie generell für Fahrkarten bis 30 DM üblich. Anders als bei regulären Fahrkarten ermäßigte sich dieser Aufpreis beim Schönes-Wochenende-Ticket für BahnCard-Besitzer nicht.
- Zum 1. April 2002 neu eingeführt wurde die Möglichkeit für Großeltern, beliebig viele eigene Kinder und Enkelkinder bis 17 Jahren mitzunehmen.[26] Darüber hinaus wurde ein Schalterzuschlag für das Schönes-Wochenende-Ticket eingeführt, beim personalbedienten Verkauf im Reisezentrum oder in Reisebüros kostet das Ticket seither zwei Euro mehr.
- Mit der Einführung des Preis- und Erlösmanagements Personenverkehr zum 15. Dezember 2002 wurde der Bordzuschlag auf eine prozentuale Berechnungsweise umgestellt. Der Aufpreis beim Schönes-Wochenende-Ticket betrug seither zehn Prozent des regulären Preises.
- Seit dem 1. April 2005 unterband die Deutsche Bahn die Weitergabe der Tickets nach Nutzung und die nachträgliche Erweiterung der Anzahl der Reisenden, indem das Schönes-Wochenende-Ticket – zeitgleich mit den Ländertickets – „personalisiert“ wurde. Vom 1. April 2005 bis zum 12. Dezember 2015 war der Reisende mit dem längsten Reiseweg verpflichtet, seinen Vor- und Zunamen mit Kugelschreiber in Blockschrift auf dem Fahrschein einzutragen und sich bei der Fahrscheinkontrolle mit einem amtlichen Lichtbildausweis auszuweisen, seit dem 13. Dezember 2015 mussten die Namen aller Reisenden auf der Fahrkarte eingetragen werden. Sollte der Unterzeichnende vor den anderen Mitreisenden aussteigen, so war das Ticket anschließend ungültig. Allerdings befand sich auf Schönes-Wochenende-Tickets einiger Verkehrsunternehmen kein Namensfeld, zudem war die Verpflichtung zum Besitz eines Kugelschreibers oder Ähnlichem nicht geklärt.
- Seit 1. April 2010 konnten mit dem Schönes-Wochenende-Ticket auch Hunde mitgenommen werden.[27] Seit dem gleichen Tag war auch eine Buchung als Online-Ticket zum Selbstausdrucken am Computer möglich. Alternativ konnte es bereits seit einigen Jahren bis drei Tage vor dem gewünschten Geltungstag auf der Website der Deutschen Bahn bestellt und dann per Post zugeschickt werden.
- Seit 10. Juni 2012 mussten Reisegruppen nicht komplett an einem Bahnhof einsteigen, sondern es konnten einzelne Mitfahrer auch an anderen Unterwegshalten zusteigen.[28]
- Seit 14. Dezember 2014 galt das gekaufte Ticket nicht mehr pauschal für fünf Personen. Der erste Fahrgast zahlte 40 Euro, der Ticketpreis erhöhte sich für jeden weiteren Mitfahrer um vier Euro, bei weiteren vier Mitfahrern also bis auf 56 Euro. Ebenso musste vor dem Kauf festgelegt werden, für wie viele Mitfahrer das Ticket gültig war, analog zum Quer-durchs-Land-Ticket.[29] Ebenfalls seit 14. Dezember 2014 war das Ticket auch als Handyticket erhältlich.[30]

### Preisentwicklung
| Datum                | Preis             | inflationsbereinigt | Bordpreis | Schalterpreis     | Geltungsdauer     |
| -------------------- | ----------------- | ------------------- | --------- | ----------------- | ----------------- |
| 1. Februar 1995      | 15,00 DM          | 12,87 €             |           |                   | zwei Tage         |
| 28. Mai 1995         | 30,00 DM          | 25,74 €             |           |                   | zwei Tage         |
| 1. Januar 1996       | 35,00 DM          | 29,64 €             |           |                   | zwei Tage         |
| 1. April 1999        | 35,00 DM          | 28,63 €             | ein Tag   |                   |                   |
| 5. November 2000     | 40,00 DM          | 32,27 €             | ein Tag   |                   |                   |
| 1. Januar 2001       | 40,00 DM          | 31,63 €             | ein Tag   | 46,00 DM          |                   |
| 1. Januar 2002       | 21,00 €           | 32,07 €             | ein Tag   | 24,00 €           |                   |
| 1. April 2002        | 28,00 €           | 42,75 €             | ein Tag   | 31,00 €           | 30,00 €           |
| 15. Dezember 2002    | 28,00 €           | 42,75 €             | ein Tag   | 30,80 €           | 30,00 €           |
| 12. Dezember 2004    | 30,00 €           | 44,55 €             | ein Tag   | 33,00 €           | 32,00 €           |
| 1. Januar 2007       | 33,00 €           | 46,45 €             | ein Tag   | 36,30 €           | 35,00 €           |
| 9. Dezember 2007     | 35,00 €           | 49,27 €             | ein Tag   | 38,50 €           | 37,00 €           |
| 14. Dezember 2008    | 37,00 €           | 50,77 €             | ein Tag   | 40,70 €           | 39,00 €           |
| 12. Dezember 2010    | 39,00 €           | 52,77 €             | ein Tag   | 42,90 €           | 41,00 €           |
| 11. Dezember 2011    | 40,00 €           | 53,01 €             | ein Tag   | 44,00 €           | 42,00 €           |
| 8. Dezember 2012     | 42,00 €           | 54,57 €             | ein Tag   | 46,20 €           | 44,00 €           |
| 15. Dezember 2013    | 44,00 €           | 56,38 €             | ein Tag   | 48,40 €           | 46,00 €           |
| 14. Dezember 2014    | 40,00 € – 56,00 € | 50,74 € – 71,04 €   | ein Tag   | 44,00 € – 61,60 € | 42,00 € – 58,00 € |
| 13. Dezember 2015    | 40,00 € – 56,00 € | 40,48 € – 56,67 €   | ein Tag   | 44,00 € – 61,60 € | 42,00 € – 58,00 € |
| 11. Dezember 2016    | 40,00 € – 56,00 € | 40,48 € – 56,67 €   | ein Tag   | 44,00 € – 61,60 € | 42,00 € – 58,00 € |
| ab 10. Dezember 2017 | 44,00 € – 68,00 € |                     | ein Tag   | 48,40 € – 74,80 € | 46,00 € – 70,00 € |